# Mordet i Finderup lade (film)
|  | For artiklen om drabet på Erik Klipping, se Mordet i Finderup lade |
Mordet i Finderup lade er en dansk dokumentarfilm fra 1986 instrueret af Esben Høilund Carlsen efter eget manuskript. Filmen handler om mordet på Erik Klipping i Finderup Lade den 22. november 1286.

## Handling
Filmen er en redigeret udgave af Tvsyds produktion om en af de mest omdiskuterede begivenheder i danmarkshistorien. I »Nådens ret« rekonstrueres mordet på Erik Klipping, der fremstilles som en magtglad, men ikke særlig regeringsinteresseret monark. Hvad skete der i dagene op til mordet? Hvordan fandt mordet sted? I »Retten er sat« kaldes retten ind på Nyborg Slot, hvor Marsk Stig og hans mænd i sin tid blev dømt. Tre dommere, en anklager og en forsvarer, samt et nævningeting er vidner til en afhøring af 5 eksperter fra i dag - som udtaler sig om en række forhold i 1200-tallet, der efter deres mening er vigtige for forståelsen af mordet. I »Dommen« afleverer advokaterne deres procedurer, og retspræsidenten beder nævningene om at trække sig tilbage og tage stilling til Marsk Stigs skyld.